# Dendrotrophe frutescens
Dendrotrophe frutescens är en tvåhjärtbladig växtart som först beskrevs av George Bentham, och fick sitt nu gällande namn av Danser. Dendrotrophe frutescens ingår i släktet Dendrotrophe och familjen Amphorogynaceae. Inga underarter finns listade i Catalogue of Life.